# ワールドサッカー ウイニングイレブン 2012
『ワールドサッカーウイニングイレブン2012』（英語表記：WORLD SOCCER Winning Eleven 2012、欧州名：Pro Evolution Soccer 2012）は、コナミデジタルエンタテインメントから発売されたサッカーゲーム。PlayStation 3版が2011年10月6日に、PlayStation 2が11月3日に、PlayStation PortableおよびWii版は『ウイニングイレブン プレーメーカー 2012』としてPS2版と同日の11月3日に、ニンテンドー3DS版は12月8日に発売された。ウイイレシリーズとしては今作で16作目（PS（2000も含む。）、PS2、PS3の通算。Jリーグ版、ファイナルエヴォリューション等は除く）である。略称は『ウイイレ2012』、イメージキャラクターは香川真司。
UEFAチャンピオンズリーグとUEFAヨーロッパリーグは引き続き搭載、前作で登場したコパ・リベルタドーレスも引き続きモードの1つとして搭載される。3DS版は2作目にしてオンライン対戦が初搭載された。PS2版はコナミ（コナミデジタルエンタテインメント）最後のPS2ソフトであり、『drummania』から始まった同社のPS2ソフトは約12年間で終了した。

## 新要素
フットボールライフ
ビカム・ア・レジェンド、マスターリーグ、そしてクラブオーナーの3モードをまとめたもの（PS3版のみ収録）。
Jリーグパック（ワールドサッカー ウイニングイレブン 2012用）
PlayStation Storeで2012年3月1日より同年11月29日迄の約9ヶ月間限定で配信されていた追加ダウンロードコンテンツ。このパックを搭載することにより、Jリーグクラブが使用可能となる。配信開始時のデータは2011年末のデータで、後に2012年のデータは無料アップデートされた。従来、Jリーグクラブについては別タイトルの『Jリーグウイニングイレブン』シリーズで展開されていたが、これにより事実上のシリーズ統合がなされた。
ウイニングイレブン2013でも同様にダウンロードコンテンツという形での配信となる。

## 実況・解説
実況：ジョン・カビラ
解説：北澤豪、名波浩（PS3版のみ それ以外の機種では名波は登場しない）

## ライセンス

### クラブライセンス
- リーガ・エスパニョーラ
  - フルライセンス
- セリエA
  - フルライセンスではないものの（イタリアリーグという偽名で登場）、全クラブが実名。
- リーグ・アン
  - フルライセンス
- プレミアリーグ
  - トッテナム・ホットスパーFC、マンチェスター・ユナイテッドFCのみ実名。ただし、リーグの他チームもチーム名は偽名だが、選手名は実名。
- エールディヴィジ
  - フルライセンス
- スーペル・リーガ
  - ポルトガルリーグという偽名で登場するが、スーペル・リーガに所属している3クラブが登場する。PS2版とPSP版とWii版は3チームのみでリーグは未収録。
- ブンデスリーガ
  - リーグは存在せず、バイエルン・ミュンヘンとバイヤー・レバークーゼンのみ収録される。
- Jリーグ
  - 2012年3月1日にPSNによるダウンロード販売開始。2011年シーズン終了時のJ1・J2全38クラブを収録。4月27日には2012年シーズン開始時点のJ1・J2全40クラブ収録のバージョンにアップデートされた。

### UEFAチャンピオンズリーグに登場するチーム
表記はゲーム内に準拠
- マンチェスター ユナイテッド
- リール
- マルセイユ
- インテル
- ACミラン
- ナポリ
- アヤックス
- FCポルト
- バルセロナ
- レアル マドリー
- バレンシア
- バイエルン・ミュンヘン
- バイヤー レバークーゼン
- オリンピアコス
- オツェルル ガラツィ
- CSKAモスクワ
- ゼニト サンクトペテルブルク
- FCバーゼル1893
- トラブゾンスポル
- シャフタール ドネツク

### コパ・リベルタドーレスに登場するチーム
- クラブアメリカ
- ハグアレス・チアパス
- クラブ・サン・ルイス
- インデペンディエンテ
- エストゥディアンテス
- ゴトイ・クルス
- アルヘンティノス・ジュニオルス
- ベレス・サルスフィエルド
- ホルヘ・ウィルステルマン
- ボリバル
- オリエンテ・ペトロレロ
- クルゼイロ
- コリンチャンス
- グレミオ
- フルミネンセ
- インテルナシオナル
- サントスFC
- コロコロ
- ウニベルシダ・カトリカ
- ウニオン・エスパニョーラ
- アトレティコ・ジュニオール
- デポルテス・トリマ
- オンセ・カルダス
- リガ・デ・キト
- デポルティーボ・キト
- エレメク
- セロ・ポルテーニョ
- グアラニ
- クラブ・リベルタ
- アリアンサ・リマ
- レオン・デ・ワヌコ
- ウニベルシダ・サン・マルティン
- リーベルプール
- ナシオナル・モンテビデオ
- ペニャロール
- カラカスFC
- FCデポルティーボ・ペタレ
- デポルティーボ・タチラFC

### ナショナルチーム
| ヨーロッパ - オーストリア - ベルギー - ボスニア・ヘルツェゴビナ Fict. - ブルガリア - クロアチア - チェコ - デンマーク - イングランド - フィンランド - フランス - ドイツ - ギリシャ - ハンガリー - アイルランド - イスラエル - イタリア - モンテネグロ Fict. - オランダ - 北アイルランド - ノルウェー - ポーランド - ポルトガル - ルーマニア - ロシア - スコットランド - セルビア Fict. - スロバキア Fict. - スロベニア - スペイン - スウェーデン - スイス - トルコ - ウクライナ Fict. - ウェールズ Fict. | アフリカ - アルジェリア Fict. - アンゴラ Fict. - カメルーン - コートジボワール - エジプト - ガーナ - ギニア Fict. - マリ Fict. - モロッコ Fict. - ナイジェリア Fict. - 南アフリカ共和国 - トーゴ Fict. - チュニジア Fict. 北中米カリブ - カナダ Fict. - コスタリカ Fict. - ホンジュラス Fict. - パナマ Fict. - メキシコ Fict. - アメリカ合衆国 Fict. 南米 - アルゼンチン - ボリビア - ブラジル - チリ - コロンビア - エクアドル - パラグアイ - ペルー - ウルグアイ - ベネズエラ Fict. | アジア - オーストラリア - バーレーン Fict. - 中国 Fict. - イラン Fict. - イラク Fict. - 日本 - ヨルダン Fict. - クウェート Fict. - 朝鮮民主主義人民共和国 Fict. - カタール Fict. - サウジアラビア Fict. - 韓国 - シリア Fict. - タイ Fict. - アラブ首長国連邦 Fict. - ウズベキスタン Fict. オセアニア - ニュージーランド クラシックチーム（エクストラコンテンツ） - イングランド Fict. - フランス Fict. - ドイツ Fict. - イタリア Fict. - オランダ Fict. - アルゼンチン Fict. - ブラジル Fict. |

太字 – ライセンスを獲得したチーム
Fict. – 偽名

### スタジアムライセンス
- オールド・トラフォード（マンチェスターユナイテッド）
- ウェンブリー・スタジアム（イングランド代表など）
- カンプ・ノウ（バルセロナ）
- サンチャゴ・ベルナベウ（レアルマドリー）
- スタッド・ド・フランス（フランス代表）
- ルイ二世スタジアム（モナコ）
- ユヴェントス・スタジアム（ユヴェントス）
- サンシーロ（ミラン・インテル）
- スタディオ・オリンピコ・ディ・ローマ（ローマ・ラツィオ・イタリア代表）
- エスタディオ・ド・ドラゴン（ポルト）
- ジョゼ・アルバラーデ（スポルティング・リスボン）
- ルイス・フランシニ（DSスポルティング）
- アムステルダム・アレナ（アヤックス）
- エル・モニュメンタル（アルゼンチン代表）
- 埼玉スタジアム2002（日本代表）
- アリアンツ・アレナ（バイエルン・UEFAチャンピオンズリーグ決勝会場）

が実名で登場。